# Hans Holmqvist
Hans Holmqvist, né le 27 avril 1960 à Stockholm (Suède), est un footballeur suédois, évoluant au poste d'attaquant. Au cours de sa carrière, il évolue au Djurgårdens IF, au Hammarby IF, au Fortuna Düsseldorf, au Young Boys Berne, à Cesena et à l'Örebro SK, ainsi qu'en équipe de Suède.
Holmqvist marque quatre buts lors de ses vingt-sept sélections avec l'équipe de Suède entre 1983 et 1988. 

## Biographie

### En club
Hans Holmqvist dispute 265 matchs en championnat, inscrivant un total de 78 buts. 
En première division, sa saison la plus prolifique a lieu en 1985-1986, où il inscrit 11 buts en Bundesliga avec le Fortuna Düsseldorf. Lors de cette saison, il inscrit un doublé contre le club de Nuremberg.

### En équipe nationale
Hans Holmqvist reçoit 27 sélections et inscrit 4 buts en équipe de Suède entre 1983 et 1988.
Il joue son premier match en équipe nationale le 16 novembre 1983 contre Trinité-et-Tobago, et son dernier le 5 novembre 1988 contre l'Albanie. Il inscrit un doublé contre le Pays de Galles le 27 avril 1988.

## Carrière de joueur
- 1979-1983 :  Djurgårdens IF
- 1984 :  Hammarby IF
- 1984-1986 :  Fortuna Düsseldorf
- 1986-1987 :  Hammarby IF
- 1987-1988 :  Young Boys Berne
- 1988-1990 :  Cesena
- 1991-1992 :  Örebro SK

## Palmarès

### En équipe nationale
- 27 sélections et 4 buts avec l'équipe de Suède entre 1983 et 1988